# Olle Wijkström
Olle Wijkström född den 13 maj 1926, död den 28 september 2018 var en svensk internationell företagsledare och författare.

## Biografi
Wijkström växte upp på gården Bro i Askersunds kommun. Efter utbildning vid Handelshögskolan i Stockholm arbetade han på försäkringsbolaget Thule mellan 1949 och 1963, då han, som vice vd, accepterade ett erbjudande att bli administrativ chef för Lamco JV Operating Company i Liberia från och med 1966. Wijkström stannade i Liberia i 13 år och fick vid sidan av sitt chefsjobb flera viktiga förtroendeposter i Liberias regering. Han var därefter VD på pappersbruket Papyrus i Mölndal fram till 1981 då han övertog ansvaret för Investor/Providentias dotterbolag i New York.
När svensk-amerikanska handelskammaren bildades 1988 blev Wijkström chef för handelskammaren i New York, en post han innehade fram till sin pensionering.
Wijkström hade ett stort kontaktnät i USA och publicerade nästan 900 krönikor i den "svensk-amerikanska" tidningen Nordstiernan.

## Utmärkelser[3]
- Honoris Causa från Cuttington University College i Liberia (1976)
- Doctor of Philosophy Honoris Causa från University of Liberia (1988)
- Doctor of Laws från Uppsala College i USA (1993)
- Sankt Gregorius orden(en) från Påve Paulus VI för sitt arbete med Bishop Francis Carroll High School i Grassfield, Liberia